# Rongcheng
Pour les articles homonymes, voir Rongcheng (homonymie).
Rongcheng (荣成 ; pinyin : Róngchéng) est une ville de la province du Shandong en Chine. C'est une ville-district placée sous la juridiction de la ville-préfecture de Weihai.

## Démographie
La population du district était de 681 409 habitants en 1999.

## Réserve naturelle
Chaque année, de novembre à mars, plusieurs dizaines de milliers de cygnes en provenance de Sibérie et de Mongolie viennent passer l'hiver dans la réserve à Rongcheng. La ville de Rongcheng est surnommée " le royaume occidental des cygnes " par les experts chinois et étrangers.